# Michel Jonval
Michel Jonval (Charleville, 9 juillet 1902 - Paris, 11 novembre 1935) est un linguiste français, spécialiste des études baltes, agrégé de l'Université, ancien élève de l’École normale, secrétaire de l’École nationale des langues orientales. En 1927, grâce à sa connaissance du letton, il devient le premier titulaire de la chaire de Culture et de langues romanes qui vient d'être créée auprès de l'université de Riga. Il se fait également le promoteur de la culture lettone en France, donnant en 1929 la seule traduction française complète des dainas lettonnes. Il épouse en 1932 la celtologue et linguiste Marie-Louise Sjoestedt (1900-1940).

## Publications
- Latviesu mitologiskas dainas. Latviski un franciski. Les Chansons mythologiques lettonnes. Publiées avec une traduction française, Paris-Riga, Librairie Picart, 1929. 240 pages